# Gátos Iván
Gátos Iván (Budapest, 1972. szeptember 25. –) zeneszerző, zongorista, billentyűs. Eredeti végzettsége közgazdász.

## Életpályája
1990 óta aktív résztvevője a magyar könnyűzenei életnek. 1993-1997 között a Fragile, 1997-től alapítóként a Szörp együttes tagja. 2002-ben diplomázott a Liszt Ferenc Zeneművészeti Egyetem jazz tanszékének jazz-zongora szakán.
Jelenleg a következő előadókkal koncertezik: Bartók Eszter, Freeport, Studio 11, Hunyadi László, Váczi Eszter Quartet, Szörp, Nuklear Family, Sztevanovity Zorán.

## Diszkográfia
- Fragile: Kicsike szex
- Bon-Bon: Valami Amerika
- Szörp: Fresh Off the Wire
- Auth Csilla: Költözés
- Freeport: Funk Radio
- Vendégek (Leonard Cohen dalai) - válogatás
- Bartók Eszter: Beszállókártya
- Bartók Eszter: Indigo
- Caramell: Újrahangolva
- Cory: Történjen már valami!
- Szörp: Hóesés
- Váczi Eszter Quartet: Vissza hozzád
- Machine Mouse: Ébredés
- Botos Eszter: Mire várunk még?
- Illényi Katica: Mézillatú nyár
- Váczi Eszter & Quartet: "Eszter kertje"

## Díjai, elismerései
- 2019: Artisjus előadóművészeti díj[1]